# Karl-Johan Grenabo
Karl-Johan Grenabo, född 4 juli 1906 i Mölltorps församling, Skaraborgs län, död 21 juni 1998, var en svensk läkare.
Grenabo blev medicine licentiat i Stockholm 1932, var underläkare på kirurgiska avdelningen vid Östersunds och Sundsvalls lasarett och kirurgiska kliniken vid Serafimerlasarettet i Stockholm 1934–43, plastikkirurgiska kliniken vid Serafimerlasarettet 1944–47, överläkare på plastikkirurgiska kliniken vid Sankt Görans sjukhus i Stockholm från 1948. Han var ordförande i Svensk plastikkirurgisk förening 1953–55.